# 墨水樹
墨水樹（学名：Haematoxylum campechianum，又稱logwood，bloodwood，blackwood，campeachy wood）是豆科采木属的植物，也是開花植物，原產於中南美洲，分布于台湾、中美以及中国大陆的广东、云南等地，目前已由人工引种栽培。

## 别名
采木、洋苏木

## 用途
- 木材：密度高，適合作為地板或棺木。
- 染劑：木材及樹皮中的蘇木精（Haematoxylin）為優秀染料，常用於細胞染色或衣物染色，為優秀的深色染劑。
- 藥用：民俗上主要用作收斂劑，且具有殺菌、抗發炎、治療腹瀉、緩和白帶等藥效。但醫學研究指出，其粗抽取物具選擇性毒他作用，不適合作為抗癌藥物，應小心使用。

## 歷史
- 15世紀以前，馬雅人和阿茲特克人就使用墨水樹為紫色及黑色染料。
- 15世紀前，由西班牙人在現今墨西哥的坎佩切州附近發現，起初僅作為航行時的壓艙物使用，當其作為染料的價值被發現後，迅速成為西班牙殖民地的搖錢樹，後來數度導致兩大海權間的紛爭。坎佩切州的州名命名自西班牙語的墨水樹。
- 1739年，英國與西班牙再次因墨水樹的利益而爆發戰爭。
- 19世紀初期，墨水樹已經供過於求，後來其價格更因為苯胺染劑的發明而一落千丈，但同時墨水樹的萃取物－蘇木精也開始大量使用在動植物組織染色上。
- 墨水樹及大葉桃花心木的伐採與貿易間接導致了英國殖民地英屬宏都拉斯的興盛，1981年獨立為貝里斯，如今貝里斯國旗上仍有伐木工人與伐木工具的圖像。

## 濫用

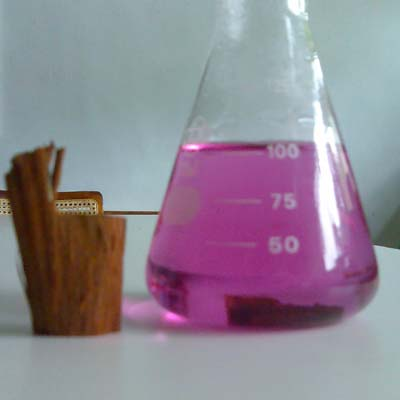
墨水樹沖泡熱水呈桃紅色，故常被謊稱含有紫杉醇

墨水樹心材的熱水抽出物呈紫紅色或深紅色，因此常被不肖廠商充作紫杉（紫杉醇）販賣，由於熱水抽出物加高梁酒會變色，謠傳飲後可解酒。亦有中藥商將其木材充當蘇木販賣。